# Ulica Urzędowska w Kraśniku
Ulica Urzędowska w Kraśniku – jest częścią drogi wojewódzkiej nr 833. Ma długość 7,2 km i jest najdłuższą w mieście. Łączy dwie duże dzielnice miasta: Kraśnik Stary z Kraśnikiem Fabrycznym. Ze względu na brak alternatywy przejazdu między obiema dzielnicami, charakteryzuje się bardzo dużym natężeniem ruchu. Pod koniec 2008 roku, od skrzyżowania z ul. Przechodnią do ul. Fabrycznej, wzdłuż chodnika powstała ścieżka rowerowa.